# Aston Martin DBS Superleggera
Den här artikeln handlar om sportbilen från 2018. För den äldre bilen med samma namn, se Aston Martin DBS (2008).

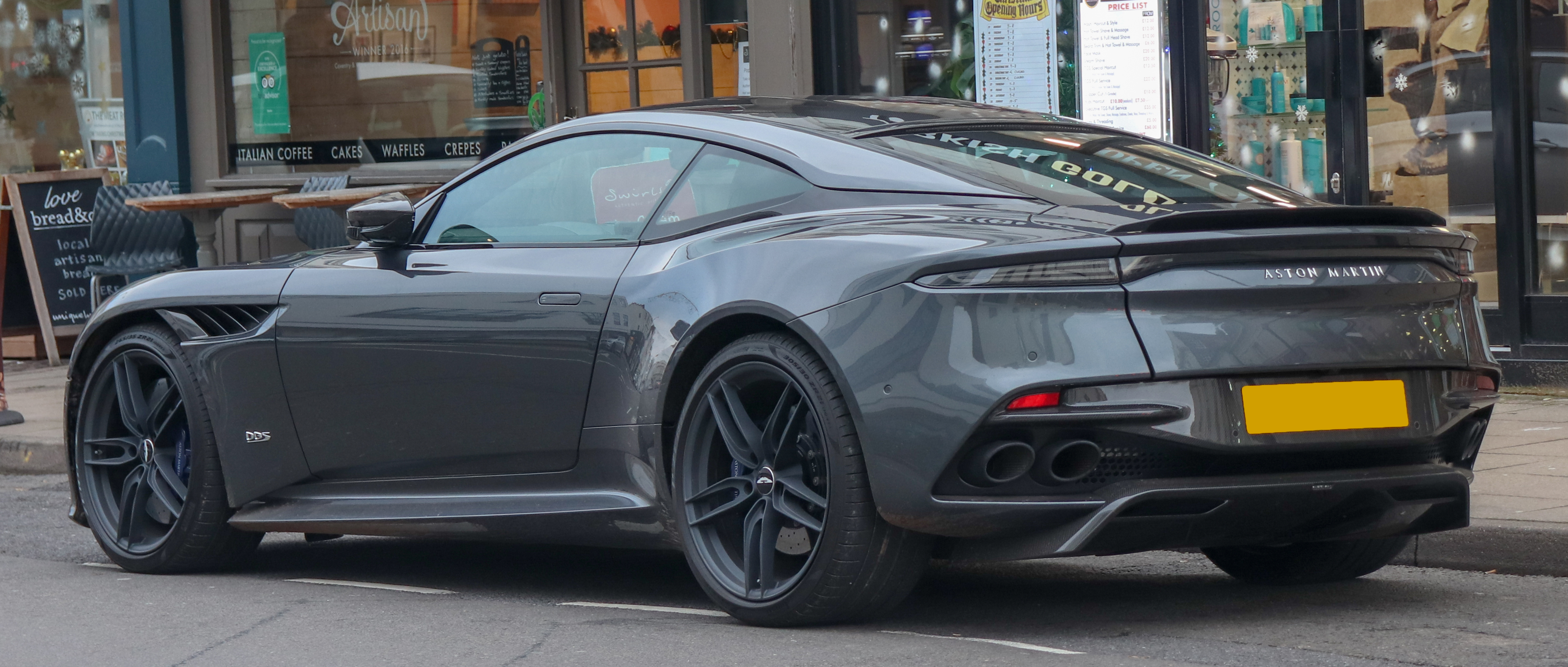

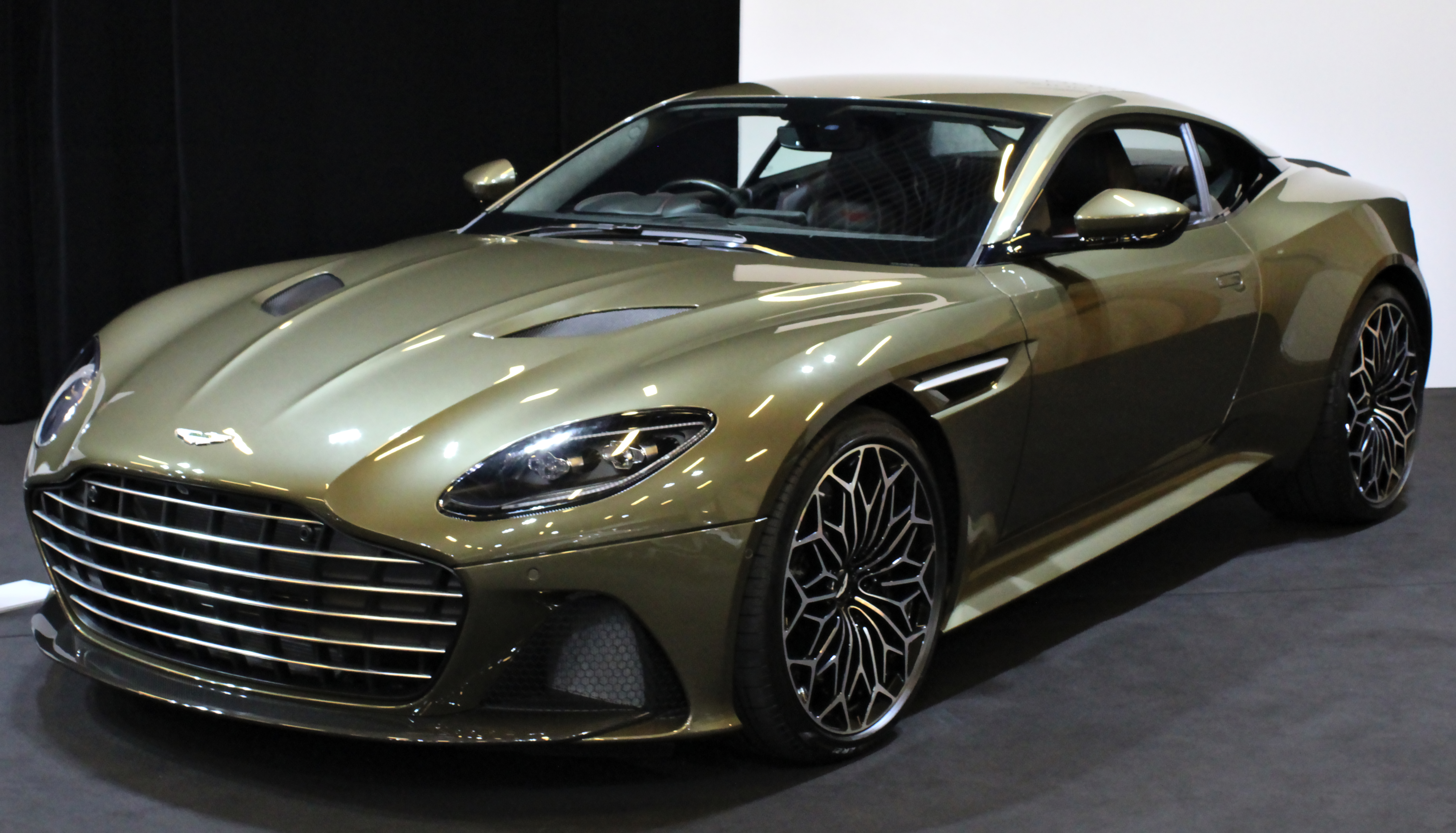
DBS Superleggera OHMSS

Aston Martin DBS Superleggera är en sportbil som den brittiska biltillverkaren Aston Martin presenterade i juni 2018.
Versioner:
| Modell           | Motor               | Cylindervolym | Effekt                 | Vridmoment                 | Bränslesystem              |
| ---------------- | ------------------- | ------------- | ---------------------- | -------------------------- | -------------------------- |
| DBS Superleggera | 12-cyl V-motor DOHC | 5204 cm³      | 725 hk vid 6 500 v/min | 900 Nm vid 1800–5000 v/min | Direktinsprutning, biturbo |